# خطوط ساراتوف الجوية الرحلة 703
في يوم 11 فبراير 2018 تحطمت طائرة روسية من طراز أنتونوف 148، في رحلة إلى مدينة أورسك في جبال الأورال وقد اختفت الطائرة التابعة لشركة «ساراتوف» عن أجهزة المراقبة بعد دقائق من إقلاعها وسقطت قرب قرية أرغونوفو، على بعد 80 كيلومترا جنوب شرقي موسكو وقتل جميع ركابها وعددهم 65، وستة من طاقمها.
وأعلنت لجنة الطيران المدني الدولية أن أحد أسباب كارثة الطائرة ربما يكون المعلومات الخاطئة حول سرعة التحليق، مشيرة إلى أن الطائرة تعرضت لموقف خاص بعد إقلاعها بدقيقتين و30 ثانية، على ارتفاع 1300 مترا، وكانت تحلق بسرعة تتراوح بين 465 إلى 470 كيلومتر في الساعة، لكن معلومات خاطئة عن سرعة الطائرة أدت إلى تأزم الموقف، وجاء ترجيح اللجنة بعد استكمالها تحليل المعلومات الخاصة بتسجيلات الطائرة المنكوبة.

## التفاصيل

ارتفاع وسرعة طائرة ساراتوف الجوية خلال الرحلة 703

مسار الرحلة الجوية رقم 703 التابعة لخطوط ساراتوف الجوية

كان من المُقرر أن تقوم طائرة الركاب كعادتها بالإقلاع من مطار دوموديدوفو في موسكو باتجاه مطار أورسك في أورسك
وهي مدينة تقع بالقرب من الحدود الروسية مع كازاخستان وتُديرها القوات الروسية.
كان من المقرر أن تقوم الطائرة بالإقلاع من مطار موسكو عند الساعة 14:00، لكنها تأخرت بحوالي 20 دقيقة حيث أقلعت الرحلة 703 في حوالي الساعة 14:21. وبعد عدة دقائق من تحليقها بدأت سرعة الطائرة وارتفاعها يتقلبان فوق أجواء موسكو؛ ثم فجأة سقطت على ارتفاع 1,800 متر (5,900 قدم) وكانت سُرعتها حوالي 600 كيلومتر في الساعة (320 عقدة) حيث بدأ ارتفاع الطائرة ينخفض بسرعة كبيرة (وليس تدريجيا) حتى اختفت من على شاشات الرادار وذلك على ارتفاع حوالي 900 متر (3,000 قدم).
تحطمت الطائرة بالقرب من قريتي أرجونوفو (Argunovo) وستيبانوفسكوي (Stepanovskoye) في رامينسكي داخل محافظة موسكو. وقع الحادث في الساعة 14:27 بالتوقيت المحلي (11:27 بالتوقيت العالمي المنسق) وذلك بعد ستة دقائق فقط من إقلاعها من مطار دوموديدوفو في موسكو، ووفقا لمصدر داخل التحقيق فقد صرح قائلا: «قبل بضع دقائق من حصول الحادث؛ أخبر الطيار رفقائه أن هناك خللا في الطائرة وأنه يُخَطِّطُ للهبوط اضطراريا في مطار زوكوفسكي الدولي.» إلا أن هذا التصريح والتقرير رفضته لجنة التحقيق في وقت لاحق، وكان العديد من الشهود العيان قد أكدوا على أن الطائرة كانت مُلتهبة بالنيران أثناء هبوطها السريع باتجاه الأرض، إلا أن الحادث قد تم تصويره من قِبل كاميرا مراقبة في منزل مجاور، وأظهرت اللقطات أن الطائرة اصطدمت بالأرض بقوة ثم اشتعلت فيها النيران مُباشرة.
أعلن مكتب المدعي العام الروسي عن اتخاد التدابير والإجراءات الجنائية بسبب انتهاكات قواعد السلامة المرورية يُشتبه في حصولها أثناء التحليق. وتُبين التقارير أن الشركة كانت قد مُنعت من التحليق فوق الخطوط الدولية في عام 2015 بسبب انتهاكاتها المستمرة لمعايير السلامة وأنها استأنفت التحليق عام 2016 بعد تغيير للسياسة التي كانت تعمل بها من قبل، أما الفيدرالية الروسية المشرفة على النقل (Rostransnadzor) فقد ذكرت في تقريرها حول الحادثة أن رُبان الطائرة انتهكت قانونا مهما في السلامة ولم يقم بإجراء تغيير للزيت في علبة التروس كما لم يتأكد من الهواء النافذ للطائرة.

## الإحصائيات
| الجنسية  | الركاب | الطاقم | المجموع |
| -------- | ------ | ------ | ------- |
| روسيا    | 63     | 6      | 69      |
| أذربيجان | 1      | 0      | 1       |
| سويسرا   | 1      | 0      | 1       |
| المجموع  | 65     | 6      | 71      |

## ردود الفعل

### المحلية
أمر الرئيس فلاديمير بوتين، بتشكيل لجنة تحقيق خاصة في حادث تحطم طائرة الركاب الروسية قرب موسكو.

### الدولية
الولايات المتحدة: أعرب الرئيس الأمريكي دونالد ترامب، عن تعازيه في كارثة تحطم الطائرة أنتونوف 148، وذلك في مكالمة هاتفية أجراها مع نظيره الروسي فلاديمير بوتين، بحسب بيان للمكتب الصحفي بالبيت الأبيض، وقال البيان: «الولايات المتحدة تشعر بالحزن العميق للخسائر المأساوية في الأرواح على متن الطائرة رحلة 703 لشركة ساراتوف الجوية، ونقدم تعازينا لأسر الضحايا وشعب روسيا».
 مصر: أعربت أعربت وزارة الخارجية المصرية في بيان لها عن خالص التعازي في ضحايا سقوط الطائرة، وقدمت مصر خالص التعازي والمواساة لأسر الضحايا، وأكدت أنها تقف حكومة وشعبا مع روسيا الصديقة.
 الإمارات العربية المتحدة: بعث الشيخ خليفة بن زايد آل نهيان رئيس دولة الإمارات، برقية تعزية إلى الرئيس الروسي فلاديمير بوتين في ضحايا حادث سقوط طائرة الركاب، كما بعث الشيخ محمد بن راشد آل مكتوم نائب رئيس الدولة رئيس مجلس الوزراء حاكم دبي، والشيخ محمد بن زايد آل نهيان ولي عهد أبوظبي نائب القائد الأعلى للقوات المسلحة، برقيتي تعزية مماثلتين للرئيس الروسي.
 السعودية: بعث الملك سلمان، برقية عزاء ومواساة للرئيس فلاديمير بوتين رئيس روسيا فِي ضحايا سقوط الطائرة الروسية المَدَنِيّة.